# Partenope Napoli Basket
Partenope Napoli Basket was een professionele basketbalclub uit Napels, Italië.

## Geschiedenis
Partenope Napoli Basket werd opgericht in 1957. Ze won hun eerste prijs in 1968. Ze wonnen toen de beker van Italië door in de finale van Cassera Bologna met 93-68 te winnen. In 1969 en 1971 verloren ze de finale om de beker van Italië twee keer van Ignis Varese.
In 1968 werd de club tweede achter Oransoda Cantù om het Landskampioenschap van Italië.
In 1970 haalde Partenope Napoli Basket de finale om de European Cup Winners' Cup. Ze wonnen van JA Vichy uit Frankrijk over twee wedstrijden met een totaalscore van 147-129. In 1971 en 1972 haalde club nog de halve finale om de European Cup Winners' Cup. In het seizoen 1997-98 ging het niet goed met de club. Ze kregen te maken met financiële problemen. De professionele tak van de club stopte en de club ging zich richten op de jeugdteams.

## Erelijst
- Landskampioen Italië:
  - Tweede: 1968

- Bekerwinnaar Italië: 1
  - Winnaar: 1968
  - Runner-up: 1969, 1971

- European Cup Winners' Cup: 1
  - Winnaar: 1970
  - Halve finale: 1971, 1972

## Bekende (oud)-coaches
- Antonio Zorzi

## Bekende (oud)-spelers
- Paolo Vittori
- Ottorino Flaborea
- Giovanni Gavagnin
- Sauro Bufalini
- Miles Aiken

## Sponsornamen
- 1967-1968: Ignis Sud Napels
- 1968-1971: Fides Napels
- 1973-1976: Fag Napels
- 1976-1977: Costa Napoli
- 1977-1978: Gis Napoli
- 1997-1998: Pasta Baronia Napels